# Incidences de la religion à l'hôpital en France
Les incidences de la religion à l'hôpital en France se manifestent lorsque le principe de laïcité et l'obligation de neutralité du service public ne sont pas respectés par des membres du personnel et que les exigences religieuses formulées par des malades portent atteinte au bon fonctionnement du service public et à la qualité des soins. 
Des entorses aux règles légales sont constatées chez le personnel médical en raison d'un manque d'informations et de culture religieuse tandis que des demandes liées à la religion, non compatibles avec la qualité des soins, voire dangereuses pour la survie du malade, s'observent de plus en plus chez les patients. Les tensions se multiplient dans les années 2010, au point que des responsables hospitaliers renoncent à afficher la charte de la laïcité jugée ostentatoire .

## L'hôpital, service public
L’hôpital a une mission de service public et de ce fait ses personnels sont soumis au principe de laïcité et tenus à l'obligation de neutralité. En revanche, les malades, en tant qu'usagers d'un service public, s'ils ne sont pas soumis à ce principe ni tenus à cette obligation, ne doivent pas formuler des exigences portant atteinte au bon fonctionnement de l'hôpital et à la qualité des soins.

## Non-respect du règlement par le personnel
Des entorses aux règles légales sont constatées chez le personnel médical en raison d'un manque d'informations et de culture religieuse : pratique de sa religion sur le lieu de travail, salle de réunion utilisée pour faire du prosélytisme. Certains médecins femmes voilées refusent de recevoir des patients masculins.

## Exigences des patients
Isabelle Lévy, spécialiste du sujet, estime que ces exigences sont de plus en plus fortes. Elle considère que les juifs acceptent la plupart du temps d'aller à l'encontre de certaines de leurs pratiques dans l'enceinte hospitalière. « La loi du pays est la loi », dit le Talmud. Mais en revanche, aux yeux de certains musulmans, une seule loi existe : celle du Coran.[non neutre]

### Demande de prise en considération du shabbat
Les juifs les plus pratiquants refusent d'utiliser l’électricité pendant la période du shabbat qui va du vendredi soir à la tombée de la nuit du samedi soir. Certains refusent même que l’électricité soit actionnée par une autre personne si cette électricité est utilisée sur le corps. Par exemple, des femmes juives refusent de tirer leur lait pendant le shabbat. Des parturientes juives vont jusqu'à demander qu'on arrête les appareils de monitoring. D'autres ne veulent pas emprunter l'ascenseur pour aller jusqu'à la salle de travail et exigent de prendre l'escalier sans y allumer la lumière.

### Exigence de conformité aux règles de pureté de la religion
Certains patients demandent que tout ce qu'il leur est transmis soit conforme aux règles de pureté de leur religion. Certains patients nourris par sonde réclament des poches de nourriture casher ou halal ; d'autres veulent bien être transfusés, mais, selon le cas, avec du sang juif ou du sang musulman.

## Réactions de l'administration face à ces exigences

### Ce qui est toléré
Il est toléré qu'un patient prie dans sa chambre, qu'il demande le respect d'interdits alimentaires dans la limite des menus proposés et du régime prescrit par le médecin, qu'il réclame auprès de lui des objets de culte.
La direction de l'Assistance publique-Hôpitaux de Paris (AP-HP) a passé, depuis 2008, un marché avec un prestataire extérieur ne fournissant que du « sans porc », ce même régime s'applique à tous les établissements, Il concerne le système de fourniture des collations, servies la nuit et durant les gardes dans les hôpitaux parisiens. L'AP-HP déclare : « Auparavant, chaque hôpital préparait ses propres snacks. Depuis cette date, les collations font l'objet d'un marché centralisé géré par la direction. Pour simplifier l'organisation, nous avons décidé de commander des repas que tout le monde peut manger ». D'après Asdine Aïssiou, secrétaire général de la CGT, « en faisant le choix de collations low-cost, en privilégiant le marché moins cher, en supprimant des postes en cuisine, on a bafoué la laïcité ».

### Ce qui est rejeté
L'impératif de santé doit toujours passer avant les interdits religieux, et ce, quels que soient les préceptes à transgresser.

### Signalisation de patients radicalisés
Le Conseil national de l'Ordre des médecins rappelle que le médecin est tenu au respect du secret professionnel « par la loi et le code de déontologie médicale ». « Cependant devant certaines situations de radicalisation avérée de nature à faire craindre un comportement dangereux de la part du patient, les médecins se trouvent face à un cas de conscience où ils peuvent légitimement estimer ne pas devoir garder pour eux ce qui leur a été confié ou remarqué ». Le Cnom précise que le fondamentalisme religieux, ne recourant pas à la violence, ne doit pas être confondu avec la radicalisation qui, elle, légitime ou pratique la violence,.

## Rites religieux de fin de vie à l’hôpital
25 % des familles ne demandent pas de rites religieux (dont 20 % aucun rite). Parmi les 75 % qui demandent un rite religieux, il y a 71 % de catholiques, 2 % de musulmans, 1 % de protestants, 0,5 % de juifs.

### Pour les musulmans
Selon la tradition musulmane, aucun fidèle ne doit mourir sans que son entourage ne l'aide à se tourner vers la Mecque, ne lui lise, dans ses moments d'agonie, la sourate Yasin, ne lui tienne l'index pointé vers le ciel lors de sa récitation de la profession de foi musulmane (chabada) de façon qu'il puisse être accueilli dans l'au-delà.